# کاتاژینا پاکوشینسکا
کاتاژینا پاکوشینسکا (لهستانی: Katarzyna Pakosińska؛ زادهٔ ۹ آوریل ۱۹۷۲) بازیگر و کمدین اهل لهستان است. وی در ۹ آوریل ۱۹۷۲ در ورشو به دنیا آمد. در سال ۱۹۹۱ از دبیرستان هنر فارغ‌التحصیل شد و تحصیلات خود را در رشته زبان و ادبیات لهستانی در دانشگاه ورشو آغاز کرد. از سال ۱۹۹۶ تا ۲۰۱۱ عضو گروه کاباره «کاباره موراڵنه‌گو نِیپوکوژنی» بود. او و همسر سابقش، توماش، دختری به نام مایا دارند. آن‌ها در شهر میلانووک زندگی می‌کنند.
از فیلم‌ها یا مجموعه‌های تلویزیونی که وی در آن‌ها نقش داشته است، می‌توان به دهن‌به‌دهن و «هتل ۵۲» اشاره نمود.